# Навбахор-2
Футбольний клуб Навбахор-2 (Наманган) або просто «Навбахор-2» (узб. Navbahor-2) — узбецький професіональний футбольний клуб з міста Наманган.

## Історія
Футбольний клуб Навбахор-2 було засновано в 1992 році в місті Наманган. Фарм-клуб Навбахору. В 1995 році виступав під назвою «Навруз». У 2004 році представляв місто Касансай. Кращим досягненням клубу у Першій лізі було 6-те місце в сезоні 1996 року.

## Досягнення
- Перша ліга:
  - 6-те місце (1): 1996